# Alex Zisis
Alejandro Isaac Zisis Drinberg (Santiago de Chile, 3 de agosto de 1950) es un actor chileno, de teatro, cine y televisión.

## Biografía
Mientras estudiaba Ingeniería Comercial en la Universidad de Chile, se incorporó al Grupo de Teatro Aleph, dirigido por Óscar Castro. Luego de participar en algunos montajes, se destacó entre sus integrantes.
Luego del Golpe de Estado del 11 de septiembre de 1973, el grupo siguió funcionando, pero varios de sus integrantes fueron perseguidos y debieron huir, Óscar Castro, fue detenido y debió huir a Francia, donde refundó el grupo, que aún se mantiene activo, otro integrante, John Mc Leod, es un detenido desaparecido. Alex Zisis huye a Argentina, permaneciendo por varios años.
De regreso a Chile, se integra a varios elencos televisivos, entre sus primeras participaciones está el programa educativo Teleduc de Canal 13 y la telenovela Alguien por quien vivir (1982) de Canal 13 y  Los títeres (1984) de Canal 13. 
En 1987 participó en el proyecto humorístico de Canal 13, De chincol a jote, junto a Cristián García Huidobro, Coca Guazzini, Gonzalo Robles, Malucha Pinto, entre otros actores. 
En 1989 actúa en la película Consuelo de Luis R. Vera, coproducción sueco-chilena sobre el exilio y el retorno. Al tiempo que realizaba la sitcom Contigo pan y caviar escrito por Sergio Bravo y transmitido por Chilevisión.
Su primer protagónico lo hace en Carlos - Carola (1993) de TVN, una sitcom nocturna. 
Alex se ha destacado además en varias teleseries y en programas de humor, como Jaguar yu y Teatro en Chilevisión, también fue protagonista de la sitcom de Megavisión La Nany transmitida entre 2005 y marzo de 2006.
Participó también en el proyecto educativo de la Universidad Católica de Santiago, Teleduc, en el curso Laboratorio de Ciencias Naturales, donde interpretaba a "Equis", un curioso científico que interactuaba con una caja (interpretada por Sandra Solimano). Cuando Equis se sorprendía por algo, la caja explicaba mediante un experimento el fenómeno que se produjo.

## Filmografía

### Películas
| Películas | Películas                                                            | Películas       | Películas           |
| Año       | Título                                                               | Rol             | Director            |
| --------- | -------------------------------------------------------------------- | --------------- | ------------------- |
| 1989      | Consuelo                                                             | Alfredo         | Luis R. Vera        |
| 1998      | El hombre que imaginaba                                              | Ulises          | Claudio Sapiain     |
| 2000      | Mi famosa desconocida                                                | Alberto Lecaros | Edgardo Viereck     |
| 2005      | El baño                                                              |                 | Gregory Cohen       |
| 2007      | Fiestapatria                                                         | César           | Luis R. Vera        |
| 2008      | Juan Mandinga Lado A, Sensations & Emotions / Lado B, Chucha la Loca |                 | Nicolás Labra       |
| 2009      | Extranjero                                                           | Hernán          | Cristian Quinzacara |
| 2013      | El derechazo                                                         | Pablo Corteira  | Lalo Prieto         |

### Telenovelas
| Año  | Teleserie               | Rol                            | Cadena   |
| ---- | ----------------------- | ------------------------------ | -------- |
| 1982 | Alguien por quien vivir | Eduardo                        | Canal 13 |
| 1983 | El juego de la vida     | Joaquín                        | TVN      |
| 1983 | La represa              | Gerardo Pérez                  | TVN      |
| 1984 | Los títeres             | Aníbal                         | Canal 13 |
| 1984 | Andrea                  | Felipe                         | Canal 13 |
| 1985 | La trampa               | Samuel                         | Canal 13 |
| 1985 | La dama del balcón      | Pablo San Ramón                | TVN      |
| 1986 | La villa                | Saulo Bernier / Carlos Bernier | TVN      |
| 1987 | Mi nombre es Lara       | Federico Dieguez               | TVN      |
| 1989 | A la sombra del ángel   | Daniel Inchauspe               | TVN      |
| 1989 | La intrusa              | Eloy Tropero                   | Canal 13 |
| 1990 | Acércate más            | Sergio Costabal                | Canal 13 |
| 1991 | Ellas por ellas         | Gerardo                        | Canal 13 |
| 1992 | Trampas y Caretas       | Clemente Correa                | TVN      |
| 1994 | Champaña                | Alfonso Cox                    | Canal 13 |
| 1995 | El amor está de moda    | Hernán Mujica                  | Canal 13 |
| 1997 | Eclipse de luna         | Vladimir Ilich                 | Canal 13 |
| 1997 | Playa salvaje           | Adolfo Ossandón                | Canal 13 |
| 1998 | A todo dar              | Sergio Balboa                  | Mega     |
| 1999 | Algo está cambiando     | Ricardo Steinlein              | Mega     |
| 2000 | Sabor a ti              | Javier Ugarte                  | Canal 13 |
| 2001 | Amores de mercado       | Javier                         | TVN      |
| 2004 | Tentación               | Guillermo García               | Canal 13 |
| 2009 | Corazón rebelde         | Marcelo Ortúzar                | Canal 13 |
| 2010 | Feroz                   | Gonzalo Tagle                  | Canal 13 |
| 2010 | Primera dama            | Enrique Salgado                | Canal 13 |
| 2012 | Reserva de familia      | Diego Calvo                    | TVN      |
| 2013 | Soltera otra vez 2      | Sebastián                      | Canal 13 |
| 2014 | Mamá mechona            | René                           | Canal 13 |

### Series y unitarios
- Martín Rivas (TVN, 1979) - Criado de Pedro San Luis
- Anakena (Canal 13, 1982) - Matías Ananí
- De chincol a jote (Canal 13, 1987-1993) - Varios personajes
- La Quintrala (TVN, 1987) como Juan Rudolfo Lisperguer.
- Contigo pan y caviar (Chilevisión, 1989)
- Carlos Carola (TVN, 1993) - Carlos / Carola
- El día menos pensado(TVN, 2001) como Jaime
- Más que amigos (Canal 13, 2002) como Javier Donoso.
- BKN (Mega, 2004) como Gonzalo Villanueva.
- Geografía del deseo (TVN, 2004) como Miguel
- Loco por ti (TVN, 2004) como Javier.
- Tiempo final: en tiempo real (TVN, 2005) como Nacho.
- Los Galindo (TVN, 2005) como Francisco Echeverría.
- La Nany (Mega, 2005) como Max Valdivieso.
- Los Simuladores (Canal 13, 2005) como Víctor Soquin.
- 12 días que estremecieron a Chile (Chilevisión, 2011)
- La Canción de tu Vida (TVN, 2014) como Bruno.
- Sudamerican Rockers (Chilevisión, 2014) como Antonio.
- Código Rosa (Mega, 2015)
- Once comida (TVN, 2016) como Carlo
- La jauría (Prime Video, 2020-2022)

### Conductor de programas
- La manzana de la discordia (TVN, 1991).